# جرم میان‌ستاره‌ای
جرم میان‌ستاره‌ای (انگلیسی: Interstellar object) جرمی نجومی (مانند یک سیارک، یک دنباله‌دار، یا یک سیاره سرگردان، اما نه یک ستاره) در فضای بین ستاره‌ای است که از نظر گرانشی به یک ستاره پیوند گرانشی ندارد. این اصطلاح را می‌توان برای جسمی که در مسیر بین ستاره‌ای قرار دارد اما به‌طور موقت از نزدیک یک ستاره می‌گذرد، مانند سیارک‌ها و دنباله‌دارهای فراخورشیدی (از جمله ستاره‌های بیرونی) به کار برد. در حالت دوم، جسم را می‌توان میان ستاره‌ای نامید.
نخستین جرم‌های بین ستاره‌ای کشف شده سیاره‌های سرگردان بودند؛ سیاره‌هایی که از سامانه ستاره‌ای اصلی خود به بیرون پرتاب شده‌اند، (به عنوان مثال اوتی‌اس ۴۴ یا چا ۱۱۰۹۱۳–۷۷۳۴۴۴)، اگرچه تشخیص آن از کوتوله‌های قهوه‌ای کوچک؛ آن دسته از اجرام سیاره‌ای که در فضای بین ستاره‌ای شکل گرفته‌اند، همان‌گونه که ستاره‌ها شکل می‌گیرند، دشوار است.
ولین جرم بین ستاره‌ای که در داخل منظومه شمسی کشف شد، ۱آی/ʻاوموآموا در سال ۲۰۱۷ بود. دومین جرم بین ستاره‌ای ۲آی/ بوریسوف در سال ۲۰۱۹ بود. هر دو دارای سرعت بیش از حد سیر هذلولی قابل توجهی هستند که نشان می‌دهد منشأ آنها منظومه شمسی نیست.